# Mike Famy
Mike Famy (...) è un ex sciatore alpino statunitense, vincitore della Nor-Am Cup nel 1979.

## Biografia
Famy, originario di Aspen, fece parte della nazionale statunitense fino al 1981; in Nor-Am Cup nella stagione 1978-1979 vinse la classifica generale e gareggiò in Coppa del Mondo almeno fino alla stagione 1979-1980, senza ottenere risultati di rilievo. Non prese parte a rassegne olimpiche né ottenne piazzamenti ai Campionati mondiali.

## Palmarès

### Nor-Am Cup
- Vincitore della Nor-Am Cup nel 1979[senza fonte]